# Mate Parlov
Mate Parlov (16. listopadu 1948 Split – 29. července 2008 Pula) byl chorvatský boxer. Jako amatér nastoupil ke 310 zápasům, z nichž prohrál pouze třináct. Získal zlatou medaili na mistrovství Evropy amatérů v boxu 1971 a 1973 a stříbrnou v roce 1969, vyhrál polotěžkou váhu na olympiádě 1972 a na mistrovství světa amatérů v boxu 1974. V letech 1975–1980 boxoval profesionálně, vyhrál 24 zápasů (z toho 12 knockoutem), tři prohrál a dva skočily nerozhodně. V roce 1978 byl mistrem světa organizace World Boxing Council v lehkotěžké váze (stal se profesionálním mistrem světa jako první reprezentant socialistické země v historii). Krátce hrál také fotbal za klub NK Staklar Pula. V roce 1984 byl trenérem jugoslávské boxerské reprezentace na olympiádě v Los Angeles.
Byl zvolen jugoslávským sportovcem roku 1971, 1972 a 1974, vyhrál anketu o nejlepšího chorvatského sportovce dvacátého století a umístil se také v soutěži Největší Chorvat. V Pule je po něm pojmenována hala Dům sportu Mate Parlova.